# Teddy Reno (album)
Teddy Reno è un album del cantante Teddy Reno pubblicato nel 1959 dalla Hispavox su licenza della CGD.

## Tracce
Lato A
1. Come prima (Panzeri, Taccani, Di Paola)
2. Ciacole (Viezzoli)
3. E dimme... ca me vuo' benne (Gentile)
4. Buonas noches mi amor (Pallesi, Giraud, Fontenoy)

Lato B
1. Piccolissima serenata (Amurri, Gianni Ferrio)
2. Cumpagna d' 'a luna (Romeo, Calise)
3. Simpatica (Garinei, Giovannini, Kramer)
4. Domenica è sempre domenica (Garinei, Giovannini, Kramer)